# Liste des matchs de l'équipe de Libye de football par adversaire
Cette liste présente les matchs de l'équipe de Libye de football par adversaire rencontré.
- Haut – A
- B
- C
- D
- E
- F
- G
- H
- I
- J
- K
- L
- M
- N
- O
- P
- Q
- R
- S
- T
- U
- V
- W
- X
- Y
- Z

## A

### Angola
| Date            | Lieu          | Match          | Score | Compétition                                |
| 28 janvier 2001 | Luanda Angola | Angola - Libye | 3-1   | Qualifications pour la Coupe du monde 2002 |
| 29 juin 2001    | Tripoli Libye | Libye - Angola | 1-1   | Qualifications pour la Coupe du monde 2002 |

Bilan
- Total de matchs disputés : 2
- Victoires de l'équipe d'Angola : 1
- Victoires de l'équipe de Libye : 0
- Match nul : 1

## C

### Comores

#### Confrontations
Confrontations entre la Libye et les Comores :
|   | Date         | Lieu        | Match           | Score | Compétition                                                  |
| - | ------------ | ----------- | --------------- | ----- | ------------------------------------------------------------ |
| 1 | 28 mars 2011 | Bamako      | Libye - Comores | 3-0   | Qualifications à la Coupe d'Afrique des nations 2012 (gr. C) |
| 2 | 5 juin 2011  | Mitsamiouli | Comores - Libye | 1-1   | Qualifications à la Coupe d'Afrique des nations 2012 (gr. C) |

#### Bilan
Au 17 avril 2019 :
- Total de matchs disputés : 2
- Victoires de la Libye : 1
- Matchs nuls : 1
- Victoires des Comores : 0
- Total de buts marqués par la Libye : 4
- Total de buts marqués par les Comores : 1

## E

### Émirats arabes unis

#### Confrontations
Confrontations entre les Émirats arabes unis et la Libye :
|   | Date              | Lieu     | Match                       | Score | Compétition                              |
| - | ----------------- | -------- | --------------------------- | ----- | ---------------------------------------- |
| 1 | 11 août 1973      | Benghazi | Libye - Émirats arabes unis | 2-2   | Match amical                             |
| 2 | 16 septembre 1998 |          | Émirats arabes unis - Libye | 5-1   | Match amical                             |
| 3 | 27 août 1999      | Amman    | Émirats arabes unis - Libye | 0-1   | Jeux panarabes de 1999 (quart de finale) |
| 4 | 2 décembre 2005   | Charjah  | Émirats arabes unis - Libye | 1-1   | Match amical                             |

#### Bilan
Au 12 avril 2019 :
- Total de matchs disputés : 4
- Victoires des Émirats arabes unis : 1
- Matchs nuls  : 2
- Victoires de la Libye : 1
- Total de buts marqués par les Émirats arabes unis : 8
- Total de buts marqués par la Libye : 5

## G

### Gambie
| Date           | Lieu             | Match          | Score | Compétition                                              |
| 8 mai 1980     | Tripoli ( Libye) | Libye - Gambie | 2-1   | Tours préliminaires à la Coupe du monde de football 1982 |
| 6 juillet 1980 | Banjul ( Gambie) | Gambie - Libye | 0-0   | Tours préliminaires à la Coupe du monde de football 1982 |

Bilan partiel
- Total de matchs disputés : 2
- Victoires de l'équipe de Gambie : 0 (1 but)
- Victoires de l'équipe de Libye : 1 (2 buts)
- Matchs nuls : 1

## M

### Maroc
| Date             | Lieu             | Match         | Score | Compétition                                              |
| ---------------- | ---------------- | ------------- | ----- | -------------------------------------------------------- |
| 19 mars 1965     | Tripoli          | Libye - Maroc | 1-0   | Amical                                                   |
| 19 mars 1983     | Casablanca Maroc | Maroc - Libye | 2-0   | Amical                                                   |
| 2 janvier 1985   | ?                | Libye - Maroc | 0-0   | Amical                                                   |
| 6 octobre 1985   | Casablanca Maroc | Maroc - Libye | 3-0   | Tours préliminaires à la Coupe du monde de football 1986 |
| 18 octobre 1985  | Tripoli          | Maroc - Libye | 0-1   | Tours préliminaires à la Coupe du monde de football 1986 |
| 22 novembre 2000 | Casablanca Maroc | Maroc - Libye | 0-0   | Amical                                                   |
| 28 janvier 2006  | Le Caire Égypte  | Libye - Maroc | 0-0   | Coupe d'Afrique des nations de football 2006             |
| 8 septembre 2014 | Marrakech Maroc  | Maroc - Libye | 3-0   | Amical                                                   |

Bilan
- Total de matchs disputés : 8
- Victoires de l'équipe du Maroc : 3
- Victoires de l'équipe de Libye : 2
- Matchs nuls : 3

## R

### République centrafricaine

#### Confrontations
Confrontations entre la République centrafricaine et la Libye :
|   | Date         | Lieu    | Match                             | Score | Compétition  |
| - | ------------ | ------- | --------------------------------- | ----- | ------------ |
| 1 | 14 août 2013 | Tripoli | Libye - République centrafricaine | 0-0   | Match amical |

#### Bilan
Au 19 avril 2019 :
- Total de matchs disputés : 1
- Victoires de la République centrafricaine : 0
- Matchs nuls : 1
- Victoires de la Libye : 0
- Total de buts marqués par la République centrafricaine : 0
- Total de buts marqués par la Libye : 0

## T

### Tunisie
| Date               | Lieu                                  | Match           | Score     | Compétition                                                                            |
| 2 juin 1957        | Tunis ( Tunisie)                      | Tunisie - Libye | 4-2       | Match amical                                                                           |
| 19 octobre 1957    | Beyrouth ( Liban)                     | Tunisie - Libye | 4-3       | Jeux panarabes 1957                                                                    |
| 9 mai 1958         | Tunis ( Tunisie)                      | Tunisie - Libye | 4-1       | Match amical                                                                           |
| 11 mars 1962       | Tripoli ( Royaume de Libye)           | Libye - Tunisie | 2-2       | Match amical                                                                           |
| 8 septembre 1967   | Tunis ( Tunisie)                      | Tunisie - Libye | 3-0       | Jeux méditerranéens 1967                                                               |
| 1er septembre 1970 | Benghazi ( République arabe libyenne) | Libye - Tunisie | 2-2       | Match amical                                                                           |
| 4 septembre 1970   | Tripoli ( République arabe libyenne)  | Libye - Tunisie | 3-2       | Match amical                                                                           |
| 24 septembre 1970  | Tunis ( Tunisie)                      | Tunisie - Libye | 2-0       | Match amical                                                                           |
| 10 novembre 1974   | Tunis ( Tunisie)                      | Tunisie - Libye | 1-0       | Éliminatoires de la Coupe d'Afrique des nations 1974                                   |
| 22 novembre 1974   | Tripoli ( République arabe libyenne)  | Tunisie - Libye | 1-0 (3-2) | Éliminatoires de la Coupe d'Afrique des nations 1974 (Libye qualifiée aux tirs au but) |
| 4 novembre 1976    | Tunis ( Tunisie)                      | Tunisie - Libye | 3-0       | Match amical                                                                           |
| 13 janvier 1978    | Tripoli ( Libye)                      | Libye - Tunisie | 1-0       | Éliminatoires des Jeux panafricains 1978                                               |
| 25 janvier 1978    | Tunis ( Tunisie)                      | Tunisie - Libye | 2-0       | Éliminatoires des Jeux panafricains 1978                                               |
| 25 mars 1979       | Tunis ( Tunisie)                      | Tunisie - Libye | 1-0       | Éliminatoires des Jeux olympiques 1980                                                 |
| 13 avril 1979      | Tripoli ( Libye)                      | Libye - Tunisie | 3-0       | Éliminatoires des Jeux olympiques 1980                                                 |
| 9 mars 1982        | Tripoli ( Libye)                      | Libye - Tunisie | 2-0       | Coupe d'Afrique des nations 1982                                                       |
| 29 mars 1985       | Tripoli ( Libye)                      | Libye - Tunisie | 2-0       | Éliminatoires de la Coupe d'Afrique des nations 1986                                   |
| 14 avril 1985      | Tunis ( Tunisie)                      | Tunisie - Libye | 1-0       | Éliminatoires de la Coupe d'Afrique des nations 1986                                   |
| 12 janvier 2006    | Radès ( Tunisie)                      | Tunisie - Libye | 1-0       | Match amical                                                                           |
| 15 novembre 2006   | Radès ( Tunisie)                      | Tunisie - Libye | 2-0       | Match amical                                                                           |
| 18 juin 2015       | Rabat ( Maroc)                        | Libye - Tunisie | 1-0       | Éliminatoires de la CHAN 2016                                                          |
| 28 mars 2023       | Benghazi ( Libye)                     | Libye - Tunisie | -         | Éliminatoires de la Coupe d'Afrique des nations 2023                                   |

Bilan
- Total de matchs disputés : 22
- Victoires de l'équipe de Libye : 8
- Victoires de l'équipe de Tunisie : 12
- Matchs nuls : 2